# Physetica munda
Physetica munda är en fjärilsart som beskrevs av Alfred Philpott 1917. Physetica munda ingår i släktet Physetica och familjen nattflyn. Inga underarter finns listade i Catalogue of Life.